# Eisenbahnunfall von Little Falls
Bei dem Eisenbahnunfall von Little Falls am 19. April 1940 entgleiste ein Fernzug der New York Central Railroad (NYC) bei Little Falls, New York, USA. 30 Menschen starben.

## Ausgangslage
Bei Little Falls liegt die Strecke, die New York City mit Chicago verbindet („Water Level Route“), in einem engen Tal. Hier befand sich auch die Kurve im gesamten Netz der NYC mit dem geringsten Radius, die „Gulf Curve“. Zugleich überquerte an dieser Stelle eine Straßenbrücke mit gemauerten Widerlagern die Bahnstrecke. Während auf der übrigen Strecke überwiegend 120 km/h zulässig waren, bestand hier eine zulässige Höchstgeschwindigkeit von 70 km/h. Dass diese eingehalten wurde, sollte mit einer Zugsicherungsanlage gewährleistet werden, die bei Überschreiten der Geschwindigkeit ein Alarmsignal im Führerstand der Lokomotive auslöste.
An diesem Abend war der Lake Shore Limited mit 21 Minuten Verspätung von New York nach Chicago auf der Strecke unterwegs. Er führte 15 Wagen.

## Unfallhergang
Aus ungeklärter Ursache – der Lokomotivführer überlebte den Unfall nicht – verminderte der Zug seine Geschwindigkeit bis in die letzte Sekunde nicht. Erst dann bremste der Lokomotivführer. Der Zug wurde aus der Kurve getragen, die Lokomotive und die ersten drei Wagen prallten gegen die Widerlager der Brücke und wurden schwer beschädigt. Die folgenden Wagen, einschließlich des elften entgleisten. Der Zugschluss, die Wagen 12 bis 15, blieben im Gleis.

## Folgen
30 Menschen starben, 100 wurden darüber hinaus verletzt.